# Длинная мышца головы
Длинная мышца головы (лат. Musculus longus capitis) начинается от передних бугорков III—VI шейных позвонков, направляется вверх и прикрепляется к нижней поверхности базилярной части затылочной кости, кзади от глоточного бугорка.

## Функция
Наклоняет голову и шейный отдел позвоночного столба вперёд, участвует во вращении головы . .